# 鸿茅药酒
鸿茅药酒，是一种产自内蒙古自治区凉城县鸿茅镇的中药药酒，现由内蒙古鸿茅国药股份有限公司（鸿茅国药）生产，是一种甲类非处方药（OTC），批准文号为国药准字Z15020795。

## 历史
鸿茅药酒由移居凉城县的山西籍名医王吉天于清朝乾隆四年（1739年）创制。据史料记载称，鸿茅古镇在清代康时期位于厂汉营一带，是“走西口”的通道中，过“杀虎口”的第一个落脚点。另据《凉城县志》记载，1739年王吉天途经鸿茅古镇，发现当地居民多患风寒湿痹，关节疼痛，行动不便，于是以独门秘法入酒调制，创出可治风寒湿痹等多种病症，又兼具补益养生作用的药酒。王吉天以古镇名“鸿茅”为药酒名称，“鸿茅药酒”由此得名。道光十年（1830年），大同府官员将鸿茅药酒呈现朝廷，被定为贡酒。《绥远通志稿》称：清乙卯年（雍正十三年，1735年），晋地荒旱，榆次名医出关入塞。至鸿茅古镇，见沃川雁翔草异，遂安居。然冬寒春阴，寒症频，吉天悯人载物，举中药六十七味，融以洌酒，肇孕鸿茅药酒。
中华民国时期，鸿茅药酒有二十四两和十二两两种包装，售价分别为银圆一元二角和七角，行销山西、内蒙、外蒙各地。由于鸿茅药酒独特的功效，鸿茅药酒在蒙语中被称为“力敌希地泰”，在汉语中的意思是“神力之酒”。1930年代，传到王吉天后代王继林之手。当时，因经济、战乱影响，药酒产量逐渐减少。抗日战争全面爆发后，酒坊被迫关门，王氏传人逃离凉城县。日军搜查药酒配方和王氏传人无果。1948年3月，中国人民解放军攻占凉城县厂汉营。中共政权的工作队接管酒坊，但因缺少配方、熟练工人及王氏传人杳无音信，未能恢复生产。时任凉城县长的李耀厚多方寻找，于1956年3月18日，在凉城县三苏木乡（今岱海镇）乡民手中购得配方，收归国有。1962年，成立国营鸿茅酒厂，再度生产鸿茅药酒。
另根据官网介绍，1945年抗日战争胜利前夕，中国共产党第七次全国代表大会召开期间，时任绥南专属专员的郑天翔特派人送出一批鸿茅药酒至延安，不少中共中央领导喝过鸿茅药酒之后，称赞“南有茅台，北有鸿茅”；同年10月，贺龙因胆囊炎在凉城养病，当地百姓闻讯送来鸿茅药酒，贺龙喝了近半个月的鸿茅药酒后得以恢复健康；1973年9月，法国总统蓬皮杜访华，期间与时任国务院总理周恩来总理说起他父亲在山西和绥远传教的经历。当时他父亲患上关节炎，双膝疼痛难行，后来服用教友送来的鸿茅药酒，症状得以消失。来华之前，总统父亲特地嘱咐，希望能给他带回几瓶鸿茅药酒。周总理闻听后欣然允诺，指示层层下达，鸿茅药酒厂特制了一批鸿茅药酒，作为特殊国礼送给了蓬皮杜总统（根据Geni.com上的信息，蓬皮杜总统的父亲Léon Pompidou逝世于总统访华4年前的1969年2月4日）。然而这些说法引来了自媒体“春雨医生”的公开质疑。
1992年，国营凉城县鸿茅酒厂进行股份制改革，成立凉城鸿茅酿酒有限公司。同年10月16日，鸿茅药酒经内蒙古自治区卫生厅批准注册，原批准文号为“内卫药准字（86）I－20－1355号”，到1998年换发批准文号（ZZ-4773-内卫药准字（1998）1773号）。2002年，根据原国家药品监督管理局要求，市场上销售的所有国产药品统一使用“国药准字”批准文号（地方监管部门发放的批准文号随之停用），鸿茅药酒完成了批准文号的变更，批准文号为Z15020795。2003年11月25日，原国家食品药品监督管理局印发《关于公布第六批非处方药药品目录的通知》（国食药监安（2003）323号），公布鸿茅药酒为甲类非处方药。
1995年，鸿茅与内蒙古金火公司签订全国总经销协议。1997年香港回歸期间，鸿茅药酒被中國輕工業協會推薦為「97香港回歸八大特級珍藏品牌」，號稱「向香港同胞送去了草原人民的深情厚意」。此前，鸿茅药酒被包裝成出口產品，远销港澳海外。由于鸿茅药酒因“过度夸大疗效”掠夺市场，在1990年代末，暂时离开消费者视线。
2001年11月，上市公司金宇集团（现为生物股份）以77.1％的股份入主鸿茅，实现私有化；2004年，鸿茅酒厂年生产能力由原来的300吨增加到了3000吨，并形成药酒、白酒、冰酒、奶酒、保健酒等多元化、规模化生产格局。2006年，以杜海军、鲍洪升为首的药圈行销巨头，经过多轮谈判全資收购鸿茅酒厂，并组建鸿茅实业公司，将公司办公地点移至北京市朝阳区，此后鸿茅药酒开始大量投放广告以增加銷量。
2006年，鸿茅药酒配制技艺作为中医传统制剂方法下的分项列入第一批国家级非物质文化遗产。2010年，鸿茅经中华人民共和国商务部认定为中华老字号。2011年，鸿茅药业请演员张铁林代言，迎合市场需求。之后被邀请的意见领袖还有德德玛、谢芳、黄健翔等，同年获得“中国驰名商标”称号，而鸿茅中医药酒文化再次以传统医药类别，入选内蒙古自治区《非物质文化遗产名录》；2014年，鸿茅药酒配制技艺入选国务院批准，文化部确定的《第四批非物质文化遗产代表性项目名录》。2016年，鸿茅药酒被国家质检总局认定为中国地理标志产品。2019年，鸿茅药业获中国中药协会评为“2018年度履行社会责任明星企业”，鸿茅药业副总裁鲍东奇则拿下“2018年度履行社会责任年度人物奖”。针对媒体提出的质疑，协会负责人表示，奖项评的是“当下和公司的将来”，“不要盯着人家的过去不放”。

## 制剂与功效
根据原卫生部颁布的《中药成方制剂第十四册》，鸿茅药酒的制剂成分有如下：制何首乌15g、地黄15g、白芷15g、山药（炒）15g、五倍子15g、广藿香15g、人参30g、桑白皮15g、海桐皮15g、甘松15g、独活15g、苍术15g（炒）、川芎15g、菟丝子（盐炒）15g、茯神15g、青皮（炒）15g、草果15g、山茱萸（去核）15g、附子（制）15g、厚朴30g、陈皮15g、五味子15g、牛膝15g、枳实（炒）15g、高良姜15g、山柰15g、款冬花15g、小茴香（盐炒）240g、桔梗60g、熟地黄30g、九节菖蒲30g、白术（炒）45g、槟榔45g、甘草30g、当归90g、秦艽15g、红花60g、莪术15g、莲子（去心）15g、木瓜15g、麦冬（去心）15g、羌活15g、香附（炒）15g、肉苁蓉15g、黄芪15g、天冬15g、桃仁15g、栀子（炒）15g、泽泻15g、乌药15g、半夏（制）15g、天南星（制）15g、苦杏仁（去皮、尖）15g、茯苓30g、远志15g、淫羊藿（炒）15g、三棱（醋制）15g、茜草15g、砂仁60g、肉桂120g、白豆蔻60g、红豆蔻30g、荜茇60g、沉香30g、豹骨15g、麝香1g、红曲900g。鸿茅药酒所用的中药材主要采购自阿拉善旗、杭锦旗、武川县、多伦县等内蒙古自治区的多个经济欠发达地区。
鸿茅药酒的功能主治为“祛风除湿、补气通络、舒筋活血、健脾温肾，用于风寒湿痹、筋骨疼痛、脾胃虚寒、肾亏腰酸及妇女气虚血亏”。然而该产品出现多例不良反应报告，也引来了消费者的投诉。在2004年至2017年底，国家药品不良反应监测系统中，共检索到鸿茅药酒不良反应报告137例，不良反应主要表现为头晕、瘙痒、皮疹、呕吐、腹痛等。

## 市场营销
鸿茅药酒是中国大陆各大电视台的常客，根据央视市场研究发布的《2018年第一季度中国广告市场报告》，其为中国大陆地区电视广告的最大投放者，而在2018年第一季度其电视投放增速达3成以上。而除去鸿茅药酒，在大陆地区电视广告的主要金主前十名大也多是药品品牌。而外界对其宣传的疗效一直存疑。
鸿茅药酒曾邀请影视明星陈宝国、歌唱家德德玛，表演艺术家谢芳、雷恪生等人为鸿茅药酒代言，在吉林、四川、广州市场还邀请了文体界名人明星助阵。由于这一原因，鸿茅药酒销售量不断上升，并通过各级电视台的立体交叉投放，让鸿茅药酒的知名度不断增强。2008年，鸿茅药酒销售额突破1亿元人民币；到2016年时，鸿茅药酒2016年零售药店终端（包含实体药店和网络药店两大市场）销售额约为16.3亿元，在中成药市场上仅次于东阿阿胶。鸿茅药业还是当地的纳税大户，2016年1-10月份，鸿茅药业上缴国税税收2680万元，地税税收393万元。2017年、2018年，鸿茅药酒两度入选中国中央电视台“国家品牌计划”。从2016年开始，鸿茅药酒将广告策略转向黄金档影视剧植入和卫视宣传，如《老爸当家》、《我的老爸是奇葩》等电视剧中均出现了鸿茅药酒的身影。在中国大陆各大药店，鸿茅药酒促销装经常摆放于药店显著位置，通常以3瓶一盒，6瓶一箱的形式销售，有的药店工作人员建议顾客“最好一次买三箱，这样可喝一年”。
根据国家食药监总局统计，2011年至2018年，鸿茅药酒药品广告总数为1192条，为第二名阿胶的2倍多。另根据尼尔森网联AIS全媒体广告监测显示，2017年1月至11月，鸿茅药业替代宝洁，位列中国大陆投放广告企业第一，投放总额同比增长55.9%，宝洁有限公司以同比下降24.2%的成绩位列第二，其老对手联合利华在传统媒体投放上减少了27.4%，排名第十位。而根据央视市场研究媒介智讯（CTRMI）的数据，2016年鸿茅品牌在电视广告中的投放额为150亿元，位居第一位。而鸿茅药酒曾多次因广告内容违法被25个省市级食药监部门通报，违法次数共2630次，被暂停销售数十次。
而鸿茅董事长鲍洪升也在其认证微博上大肆宣传鸿茅药酒。2011年6月26日，鲍洪升在微博回答网友关于喝鸿茅药酒是否有年龄规定的提问时表示“鸿茅药酒没有年龄限制”，而鸿茅药酒药品说明书中则明确写明“儿童、孕妇禁用”；同年6月15日，鲍洪升再次回答网友关于每天喝多少鸿茅药酒合适的提问表示“每天喝三两正好，决对（绝对）不上火，放心吧”，而根据产品说明书规定，该药品每次服用15毫升，一日2次，即一日最多只能服用半两。2012年2月9日，鲍洪升转发了网友声称“老人坚持每天喝点鸿茅药酒非常好，喝了酒就不用吃药了”的评论，并跟评称“我们的良心药”。

## 争议

### 配方问题
鸿茅药酒因配方及产品功效一直受到部分人士的争议。2018年3月，由于鸿茅药酒配方中的“豹骨”来源不明（豹骨自2006年1月1日起被中国全面禁止），并且没有按照国家林业局规定，在瓶身及包装上贴专用标识，得到众多动物保护工作者的转发和讨论。而鸿茅药业的说法则是“鸿茅药酒使用的豹骨是国家特批的，所以可以一直通过正规渠道购买豹骨，现在还会定时定量购买”。著名作家方舟子也发文指出，一般的药酒仅用几种、十几种药材，而鸿茅药酒却用了67种中药药材。方舟子也指出，对中药的毒性，目前缺乏系统、透彻的研究，绝大部分是不清楚的。

### 2018年鸿茅药酒系列争议
2017年12月19日，谭秦东在美篇APP发文《中国神酒“鸿毛药酒”，来自天堂的毒药》，称“中国神酒，只要每天一瓶，离天堂更近一点。”之后谭秦东遭到鸿茅药业起诉，并被凉城县警方跨省拘捕，是为谭秦东损害鸿茅药酒商品声誉案。2018年4月的报道，记者在国家食品药品监督管理总局官网查询，自2011年至2018年4月13日，取得药品广告批准文号最多的四个产品是鸿茅药酒、阿胶、藿香正气口服液、莎普爱思。鸿茅药酒共有1192个批准文号，比第二名阿胶多一倍。也有医师主张，鸿茅药酒配方中含有多种有毒有害成分，且配方违背中医“十八反”（附子反半夏），不符合非处方药物安全性原则。4月16日，国家药监局发布消息，要求内蒙古自治区食品药品监督管理局落实属地监管责任，严格药品广告审批，加大监督检查，督促企业落实主体责任。消息同时要求企业对近五年来各地监管部门处罚其虚假广告的原因及问题对社会作出解释，对社会关注的药品安全性和有效性情况作出解释，加强不良反应监测，汇总近五年来不良反应发生情况，及时向社会公开，同时向国家药品监督管理局提交报告；严格按照说明书中规定的文字表述审批药品广告，不得超出说明书的文字内容，不得误导消费者。
同日晚，据澎湃新闻报道，鸿茅国药公司以北京炜衡（上海）律师事务所执业律师程远所发表的文章严重诽谤鸿茅药酒声誉为由，将其告上法庭，案件已于4月9日开庭，但尚未宣判。此前在3月5日，程远在自己的微信公号“法律101”发表了一篇名为《广告史劣迹斑斑的鸿茅药酒获“CCTV国家品牌计划”，打了谁的脸？》的文章。該篇文章很快引来了鸿茅国药公司的注意，3月8日，鸿茅国药公司发布了一份名为《对于一些自媒体严重诽谤我公司商誉的严正声明》，称程远所发表的文章采用了侮辱性语言和大量道听途说的不实数据，恶意攻击鸿茅药酒，“恶意抹黑我公司形象”，并要求文章作者和相关媒体立即就其违法行为公开向鸿茅国药公司道歉。随后程远被鸿茅国药公司送上了法庭。
4月16日，鸿茅国药公司生产中心总经理王生旺和总经理助理韩军就鸿茅药酒近期讨论的质疑作出回应，称鸿茅药酒是国家中药保护品种，其临床实验数据、毒理学实验数据可以不公开，而这些数据已经上报至内蒙古自治区食药监局和原国家食药监总局。王生旺还称“鸿茅药酒毒性很低”，一个人一天喝165斤鸿茅药酒才会中毒。另外，王生旺也就鸿茅药酒的广告违法问题作出回应，称该公司发布的广告“都是合法合规”的，每条广告均有药品广告批准文号，且自2008年起，原国家食药监总局网站发布的违法广告汇总、公告、通告，均未涉及鸿茅药酒。而公司只向央视和一些地方卫视电视台投放广告。王生旺还表示，被通报违法的广告是“当地经销商投放的，而非鸿茅药酒公司”。韩军最后表示“鸿茅药酒未收到一例不良反应的报告”。而谈到食药监总局通报中提及的不良反应，韩军表示“很多原因都可以导致这些症状，不一定是饮用鸿茅药酒所致。”
4月17日，内蒙古自治区人民检察院指令凉城县人民检察院將本案退回公安局继续侦查，而已经关押超3个月的谭秦东最终得以取保候审。
4月18日，曾多次购买鸿茅药酒的北京律师殷清利，分别向商务部、文化和旅游部提出申请。殷清利称，由于鸿茅药酒在广告上的多次严重违法、违规，认为其已不符合继续使用中华老字号的称号（根据《“中华老字号”认定规范（试行）》第四条，中华老字号认定的其中一个条件为“具有良好信誉，得到广泛的社会认同和赞誉”），因此向商务部提交履行职责申请，责令整改、暂停或取消其“中华老字号”称号。另外，殷清利还依据《政府信息公开条例》，向文化和旅游部请求将鸿茅药酒配制技艺入选“第四批国家级非物质文化遗产代表性项目名录扩展项目名录”的推荐材料、专家初评和审议、公示等政府信息内容公开。
4月21日，据腾讯财经报道，与鸿茅药酒相关的内容已经从“CCTV国家品牌计划”的首页上撤下。此前于4月19日，该品牌已被湖南卫视撤下公益冠名赞助商。2019年1月17日，国家市场监督管理总局通报，对鸿茅药酒曾入选“CCTV国家品牌计划”广告用语涉嫌违反《中华人民共和国广告法》问题，约谈中央广播电视总台，并责成北京市市场监督管理局依法立案调查。
4月26日，鸿茅国药发布自查整改报告，称鸿茅药酒“按说明服用是安全的，研究和试验结论是安全有效的”，另外公司购买和使用豹骨的行为也符合法律规定。而企业此前所投放的广告现已全部停播，并派出检查小组开展自查自纠工作。
5月11日上午，当事人谭秦东突发精神疾病。治疗两天后，病情稍许稳定，但血压较高，偶尔还会说胡话。目前，正在广东省人民医院综合一科接受治疗。
5月17日，当事人谭秦东通过其妻子刘璇微博发布对鸿茅国药股份有限公司道歉声明。随后鸿茅药酒回应谭秦东致歉声明：接受致歉，撤案撤诉。随后鸿茅药酒董事长鲍洪升在自己的社交平台点赞该微博，网友怀疑此道歉是可能被威胁不得已而为。
6月，上海市闵行区人民法院就鸿茅国药状告律师程远名誉侵权案作出一审判决，驳回了鸿茅国药的诉讼请求。法院审理后认为，涉案文章虽引用了“上海发布”（上海市人民政府新闻办公室）微信公众号的《这12件典型虚假广告涉嫌违法，已被依法查处》一文，但并未标明鸿茅药酒是该12件虚假广告之一，被告亦表明对鸿茅药酒广告的质疑系网友留言，应不致引起歧义和误导；其次涉案文章标题使用“广告史劣迹斑斑”的评论性表述，系源于互联网及其他媒体已披露的鸿茅药酒违法广告史，但不构成侮辱诽谤。
10月，内蒙古自治区食药监局回答了消费者就鸿茅药酒舆情关注的一些焦点问题，这些问题以“政府信息公开告知书”的形式来回答。在政府信息公开告知书中指出，鸿茅药酒处方中所用的附子（制）、天南星（制）、半夏（制）全部为炮制加工品，不属于毒性中药品种，且有治疗作用。同时，鸿茅药酒所用的豹骨符合国家相关规定，飞行检查质量均为合格。

### 其他争议
2019年12月21日，在中国中药协会主办的《中国中药企业社会责任报告》发布会上，鸿茅药业、鸿茅药业副总裁分别获颁“2018年度履行社会责任明星企业”、“2018年度履行社会责任年度人物奖”。此事再度引发舆论哗然，红星新闻评价此举“可能是他们的努力成果之一，但是有些过于直白和急切”、此获奖“是对社会的冒犯”。媒体电话采访中药协相关负责人时，其称鸿茅药酒的过去通过法律、媒体已经翻篇，也就承担起了社会责任，“我们鼓励有社会责任感的企业，看的是它的现在和将来，这事有错吗？”，并拒绝回应该奖项的评选标准，称不能公开；鸿茅药业方面则挂断了采访电话。另有鸿茅药业品牌传播部人士否认此次获奖是付费赞助，并称不清楚考核哪些指标。12月26日晚，中国中药协会发布致歉函，称该协会在发布《中国中药企业社会责任报告》过程中把关不严，在表彰环节出现了争议较大的鸿茅药酒，故决定撤销本次表彰。
2020年1月20日，中华人民共和国民政部依据《社会组织评比达标表彰活动管理暂行规定》和《社会团体登记管理条例》有关规定，对中国中药协会作出警告并处没收违法所得20.729万元的行政处罚，同时依据《社会组织信用信息管理办法》将中国中药协会列入社会组织活动异常名录。报道中披露，该次《中国中药企业社会责任报告》表彰未设评比标准和评选程序，仅由合作企业“中鸿兴（北京）信息科技有限责任公司”开展组稿、招商、设计等工作，并提出获奖名单，以中国中药协会名义颁发获奖证书和牌匾。